# تیکس (موسیقی‌دان)
تیکس (به انگلیسی: Tix) (زاده ۱۲ آوریل ۱۹۹۳) خواننده نروژی است.
او نماینده نروژ در یوروویژن ۲۰۲۱ است.